# Jaedyn Shaw
Jaedyn Shaw, née le 20 novembre 2004 à Frisco au Texas, est une footballeuse internationale américaine. Elle joue comme attaquante ou comme milieu offensif pour le club du Wave de San Diego dans la National Women's Soccer League (NWSL).
Jaedyn Shaw représente les États-Unis successivement dans les équipes nationales des moins de 17 ans, des moins de 19 ans et des moins de 20 ans ; elle est nommée jeune joueuse de football américaine de l'année en 2022.
Elle remporte avec l'équipe nationale américaine la médaille d'or aux Jeux olympiques de Paris 2024.

## Carrière en club

### Début de carrière
En avril 2019, à 14 ans, Jeadyn Shaw s'engage verbalement à rejoindre les Tar Heels de l'Université de Caroline du Nord à Chapel Hill à partir de la saison 2024. À 15 ans, elle est aussi invitée à s'entraîner avec le club français du Paris Saint-Germain. En catégorie jeunes, elle joue pour le FC Dallas et le Solar Soccer Club. En 2022 elle est classée deuxième parmi les meilleurs espoirs de la classe de lycée de 2023 par Top Drawer Soccer,.
Au printemps 2022, elle rejoint le Washington Spirit pour la pré-saison et elle est sélectionnée dans la liste initiale de pré-saison du club.

### Wave de San Diego
Jeadyn Shaw signe en juillet 2022 pour le club de la Wave de San Diego après avoir été autorisée à entrer dans la National Women's Soccer League (NWSL) grâce à un processus de découverte qui permet une modification des restrictions d'âge pour les ligues,,.
Treize jours après avoir signé avec le club, le 30 juillet, Jeadyn Shaw débute le match NWSL du Wave contre les Red Stars de Chicago. Elle devient la deuxième plus jeune joueuse à concourir en NWSL, à l'âge de 17 ans et huit mois. Elle marque le but de la victoire pour son équipe à la 27e minute, et devient la plus jeune joueuse de la NWSL à marquer dès son premier match,,,. Jeadyn Shaw continue à marquer pour son équipe contre le Washington Spirit et contre Angel City en septembre suivant, atteignant un total de trois buts en trois matchs,. Elle devient alors la deuxième joueuse de l'histoire de la ligue à marquer lors de chacun de ses trois premiers matchs en championnat. Elle termine sa première saison avec 3 buts en 7 matchs.
En août 2023, Jeadyn Shaw signe un contrat pluriannuel avec le Wave de San Diego jusqu'à la saison 2026. Au cours de la saison 2023, elle marque le plus grand nombre de buts en tant qu'adolescente dans l'histoire de la NWSL et elle participe ainsi à aider le Wave à remporter son tout premier NWSL Shield.

## Carrière internationale
Jeadyn Shaw est sélectionnée dans l'équipe du Championnat féminin des moins de 15 ans de la CONCACAF en 2018. Elle joue un rôle clé en aidant son équipe à remporter le titre et en remportant le Ballon d'Or comme meilleure joueuse du tournoi. Elle marque deux buts lors de la finale du tournoi, conduisant son équipe à une victoire par 3-0 contre le Mexique,.
Début 2020, elle devient titulaire pour les moins de 20 ans, et marque deux buts en trois matches, participant la victoire de son équipe dans la Sud Ladies Cup à Aubagne, en France. Jeadyn Shaw est ensuite sélectionnée dans l'équipe des moins de 20 ans des États-Unis pour la Coupe du Monde Féminine U-20 de la FIFA 2022 . Elle est l'une des deux joueuses de la NWSL à jouer pour l'USWNT U20 lors de la Coupe du monde U20.
Jeadyn Shaw reçoit sa première convocation dans l'équipe senior en septembre 2023. Elle fait ses débuts le mois suivant, le 26 octobre 2023, lors d'un match amical contre la Colombie à Sandy dans l'Utah,. Quelques jours plus tard, lors de sa deuxième sélection le 29 octobre 2023, elle marque son premier but pour l'Équipe des États-Unis féminine de soccer (USWNT) à San Diego en Californie lors d'un autre match amical contre la Colombie qui se termine par une victoire 3-0. Le 5 décembre 2023, elle marque son deuxième but dans sa ville natale de Frisco, au Texas, qui est le but gagnant du match retour contre la Chine qui se termine sur le score de 2-1.
Elle est sélectionnée dans la liste des 23 joueurs pour la première Gold Cup de la CONCACAF W 2024. Au cours de ce tournoi, Jeadyn Shaw joue les 6 matchs du tournoi et marque 4 buts, devenant ainsi la première joueuse de l'histoire de l'USWNT à marquer lors de ses quatre premiers débuts pour l'équipe. Sa performance lui vaut le Ballon d'Or, remis à la meilleure joueuse du tournoi alors que l'USWNT bat le Brésil par 1-0 en finale et remporte la première Gold Cup à San Diego le 10 mars 2023.
Le 26 mars 2024, Jeadyn Shaw est sélectionnée pour la SheBelieves Cup 2024 et marque le premier but, un but égalisateur lors d'une victoire 2-1 contre le Japon le 6 avril 2024, améliorant son propre record pour devenir la première joueuse à marquer lors de ses cinq premiers débuts. Elle joue également la finale contre le Canada battu par son équipe après une séance de tirs au but pour remporter son 7e titre à la SheBelieves Cup.
Le 26 juin 2024, Jeadyn Shaw figure sur la sélection des États-Unis pour les Jeux olympiques d'été de 2024 à Paris. Les États-Unis remportent la médaille d'or en battant le Brésil 1-0 en finale olympique grâce à un but de Mallory Swanson.

## Style de jeu
Jeadyn Shaw joue à tous les postes offensifs, notamment en tant qu'ailier, avant-centre et milieu de terrain offensif, et elle préfère jouer comme attaquante. Elle est connue pour rechercher et trouver les ouvertures pour recevoir le ballon et pour sa créativité malgré la pression, possédant à la fois la force physique et le contrôle technique pour protéger la possession ainsi que l'agilité pour dribbler les défenseurs. Son geste le plus caractéristique consiste à ramener le ballon sous son pied pour déséquilibrer les défenseurs. Shaw est également une passeuse ambidextre. Pour le Wave de San Diego avec Casey Stoney comme entraîneuse, Jeadyn Shaw joue comme un 10 hybride, ou comme une avant-centre capable de tourner vers l'une ou l'autre aile avec l'entraîneuse Sofia Jakobsson.

## Vie personnelle
Le père et la mère de Jeadyn Shaw sont respectivement noir et vietnamienne. Elle est la première Viêtnamo-Américaine à être sélectionnée dans l'équipe nationale féminine des États-Unis.

## Statistiques

### En club
| Club              | Saison            | Ligue             | Ligue  | Ligue | Coupe  | Coupe | Playoffs | Playoffs | Total  | Total |
| Club              | Saison            | Division          | Appar. | Buts  | Appar. | Buts  | Appar.   | Buts     | Appar. | Buts  |
| ----------------- | ----------------- | ----------------- | ------ | ----- | ------ | ----- | -------- | -------- | ------ | ----- |
| Wave de San Diego | 2022              | NWSL              | 5      | 3     | 0      | 0     | 2        | 0        | 7      | 3     |
| Wave de San Diego | 2023              | NWSL              | 22     | 6     | 6      | 1     | 1        | 0        | 29     | 7     |
| Wave de San Diego | 2024              | NWSL              | 15     | 3     | 1      | 0     | —        | —        | 16     | 3     |
| Total de carrière | Total de carrière | Total de carrière | 42     | 12    | 7      | 1     | 3        | 0        | 52     | 13    |

1. ↑  Inclut la NWSL Challenge Cup
2. ↑  Inclut les NWSL Playoffs

### En équipe nationale
| Équipe nationale | Année | Participations | Buts |
| ---------------- | ----- | -------------- | ---- |
| États-Unis       | 2023  | 4              | 2    |
| États-Unis       | 2024  | 12             | 5    |
| Total            | Total | 16             | 7    |

Les scores et les résultats indiquent le total des buts des États-Unis en premier, la colonne des scores indique le score après chaque but de Jaedyn Shaw.
| Num. | Date            | Lieu               | Pays adverse | Score | Résultat | Compétition              | Ref.    |
| ---- | --------------- | ------------------ | ------------ | ----- | -------- | ------------------------ | ------- |
| 1    | 29 octobre 2023 | San Diego          | Colombie     | 3–0   | 3–0      | Match amical             | [ m 1 ] |
| 2    | 5 décembre 2023 | Frisco, Texas      | Chine        | 2–1   | 2–1      | Match amical             | [ m 2 ] |
| 3    | 23 février 2024 | Carson, Californie | Argentine    | 1–0   | 4–0      | 2024 CONCACAF W Gold Cup | [ m 3 ] |
| 4    | 23 février 2024 | Carson, Californie | Argentine    | 2–0   | 4–0      | 2024 CONCACAF W Gold Cup | [ m 3 ] |
| 5    | 3 mars 2024     | Los Angeles        | Colombie     | 3–0   | 3–0      | 2024 CONCACAF W Gold Cup | [ m 4 ] |
| 6    | 6 mars 2024     | San Diego          | Canada       | 1–0   | 2–2      | 2024 CONCACAF W Gold Cup | [ m 5 ] |
| 7    | 6 avril 2024    | Atlanta            | Japon        | 1–1   | 2–1      | 2024 SheBelieves Cup     | [ m 6 ] |
| 8    | 25 octobre 2024 | Nashville          | Islande      | 1–1   | 2–1      | Match amical             | [ m 7 ] |

## Honneurs
Vague de San Diego
- Bouclier NWSL : 2023[34].
- Coupe Challenge NWSL : 2024[35].

États-Unis U15
- Championnat féminin des moins de 15 ans de la CONCACAF : 2018[18].

États-Unis U20
- Coupe Sud Dames : 2022[36].

États-Unis
- Médaille d'or aux Jeux olympiques d'été : 2024[37].

- Gold Cup féminine de la CONCACAF : 2024[38].
- Coupe SheBelieves : 2024[39].

Individuel
- Ballon d'or du Championnat féminin des moins de 15 ans de la CONCACAF : 2018[40],[41].
- Sud Ladies Cup Best XI : 2022[42].
- Meilleure joueuse de football américaine de l'année : 2022 [43].
- NWSL Meilleure XI : 2023[44].
- Ballon d'or Gold Cup féminine de la CONCACAF : 2024[45].
- Meilleure XI Gold Cup féminine de la CONCACAF : 2024[46].